# Immobel

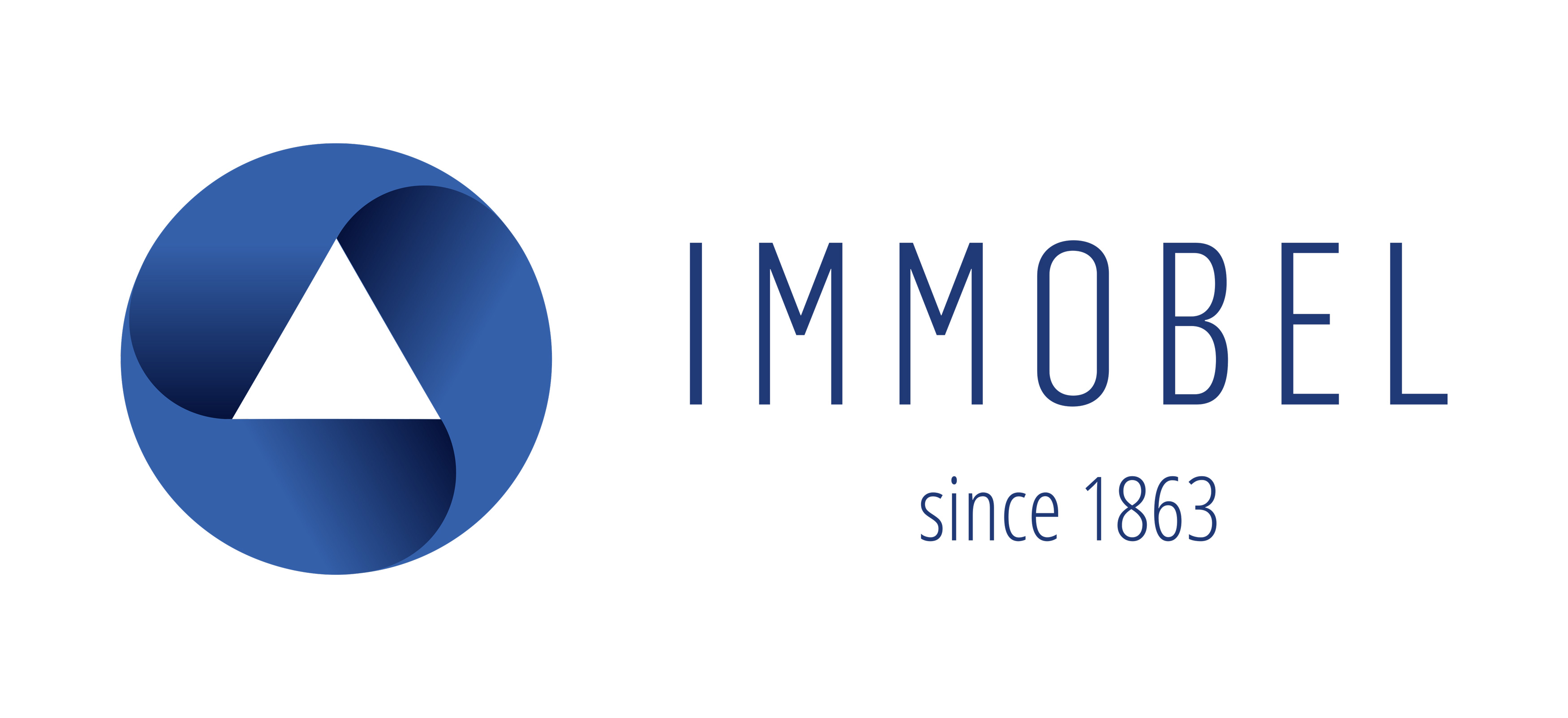

Immobel SA ist ein belgischer Immobilienentwickler, der in verschiedenen europäischen Ländern tätig ist. Das Unternehmen ist an der Brüsseler Börse Euronext notiert und nach eigenen Angaben auf Mischnutzungsprojekte in Großstädten spezialisiert.

## Unternehmensgeschichte

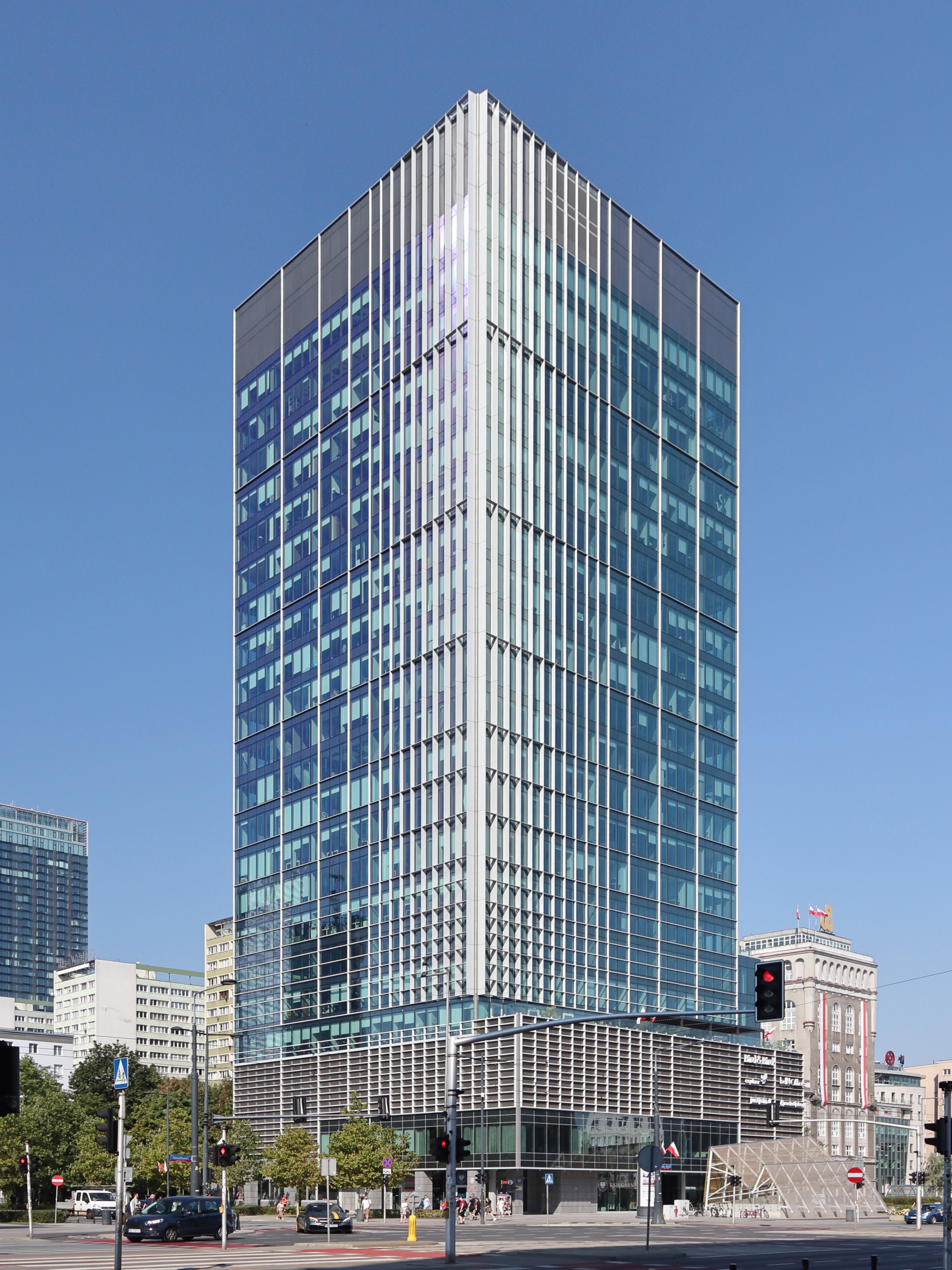
Central Point in Warschau

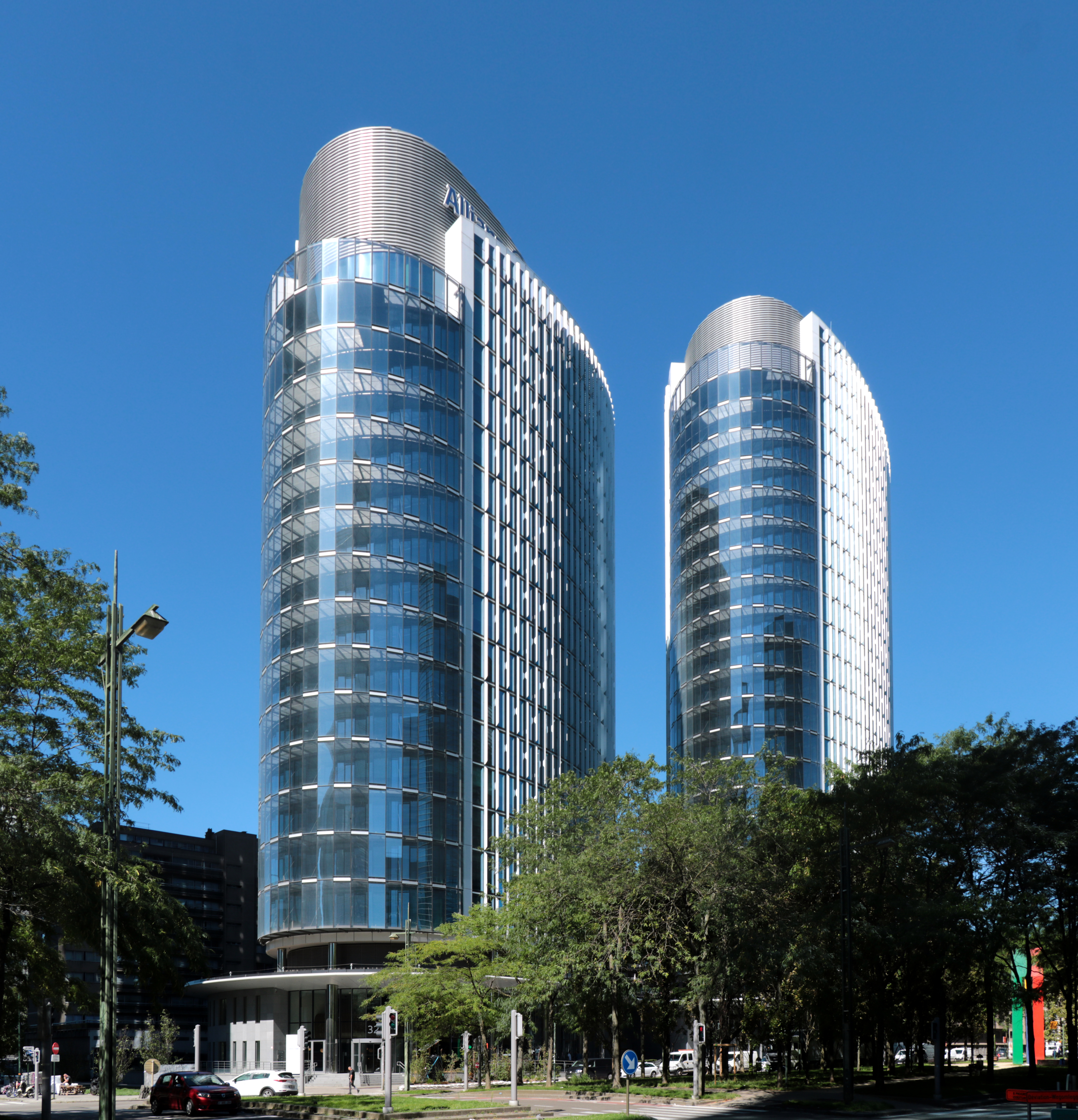
Möbius Towers in Brüssel

Immobel wurde 1863 als Compagnie Immobilière de Belgique von Jonathan-Raphaël Bischoffsheim, Henri de Brouckère und Jules Malou gegründet. Der Schwerpunkt lag auf der Entwicklung von Wohnraum. Ab den 1980er Jahren fusionierte Immobel mehrfach mit anderen Bauträgern. 1987 erfolgte die Verschmelzung mit Consortium Immobilier, 1988 wurde Investimmo übernommen. In den 1990er Jahren kam es zu einer Fusion mit Les Entreprises Louis Dewaele. Zeitgleich begann das Unternehmen, auch Büroflächen zu entwickeln.
2007 wurde JER Partners mit einem Anteilserwerb von 30,5 % neuer Mehrheitseigentümer bei Immobel. Im Jahr 2010 begann das Unternehmen mit Aktivitäten in Polen. Vorausgegangen war der Erwerb einer (zunächst) 25-%-Beteiligung von Ronny Bruckners Eastbridge-Gruppe an Immobel, womit er wegen des hohen Anteils an kleinteiligem Streubesitz faktisch die Kontrolle über den belgischen Entwickler übernahm. Im Jahr 2014 wurde Allfin Mehrheitseigentümer von Immobel. Im Jahr 2016 erfolgte die Fusion mit Allfin, wodurch Immobel zum größten börsennotierten Immobilienentwickler in Belgien wurde.
In Frankreich ist das Unternehmen seit 2017 aktiv. In diesem Jahr erwarb Immobel einen 15-%-Anteil an dem französischen Unternehmen Nafilyan & Partners. Im Juli 2020 wurden die restlichen 85 % des französischen Unternehmens übernommen. Im Jahr 2018 betrat Immobel mit der Übernahme des Eden-Projektes in Frankfurt/Main den deutschen Markt. Ein Jahr später wurde die Tochtergesellschaft Immobel Deutschland gegründet. Ebenfalls 2019 wurde Immobel in den BELMid, einen Mid Cap-Börsenindex der Brüssler Börse Euronext, aufgenommen.

## Tätigkeitsbereich
Immobel ist in den Segmenten Wohnen, Büro und Einzelhandel tätig. Neben Neubauten werden auch Sanierungen und Revitalisierungen durchgeführt. Das Unternehmen unterhält neben der Zentrale in Belgien Dependencen in Luxemburg, Frankreich, Deutschland, Polen, Spanien und dem Vereinigten Königreich.
Projekte (Auswahl):
- Bau der Möbius Towers, Brüssel
- Gebäude der ING Belgien-Zentrale, Brüssel
- Gebäudekomplex Infinity, Luxemburg
- Gemischtgenutzter Komplex Saint-Antoine, Paris
- Hochhaus Eden, Frankfurt/Main
- Bau des Central Points, Warschau
- Sanierung des Kaufhauses Dom Towarowy Smyk, Warschau
- Revitalisierung von Gebäuden der Speicherinsel, Danzig
- Four Seasons Marbella Resort, Marbella